# Orobanche corymbosa
Orobanche corymbosa là loài thực vật có hoa thuộc họ Cỏ chổi. Loài này được (Rydb.) R.S. Ferris mô tả khoa học đầu tiên năm 1958.

## Hình ảnh

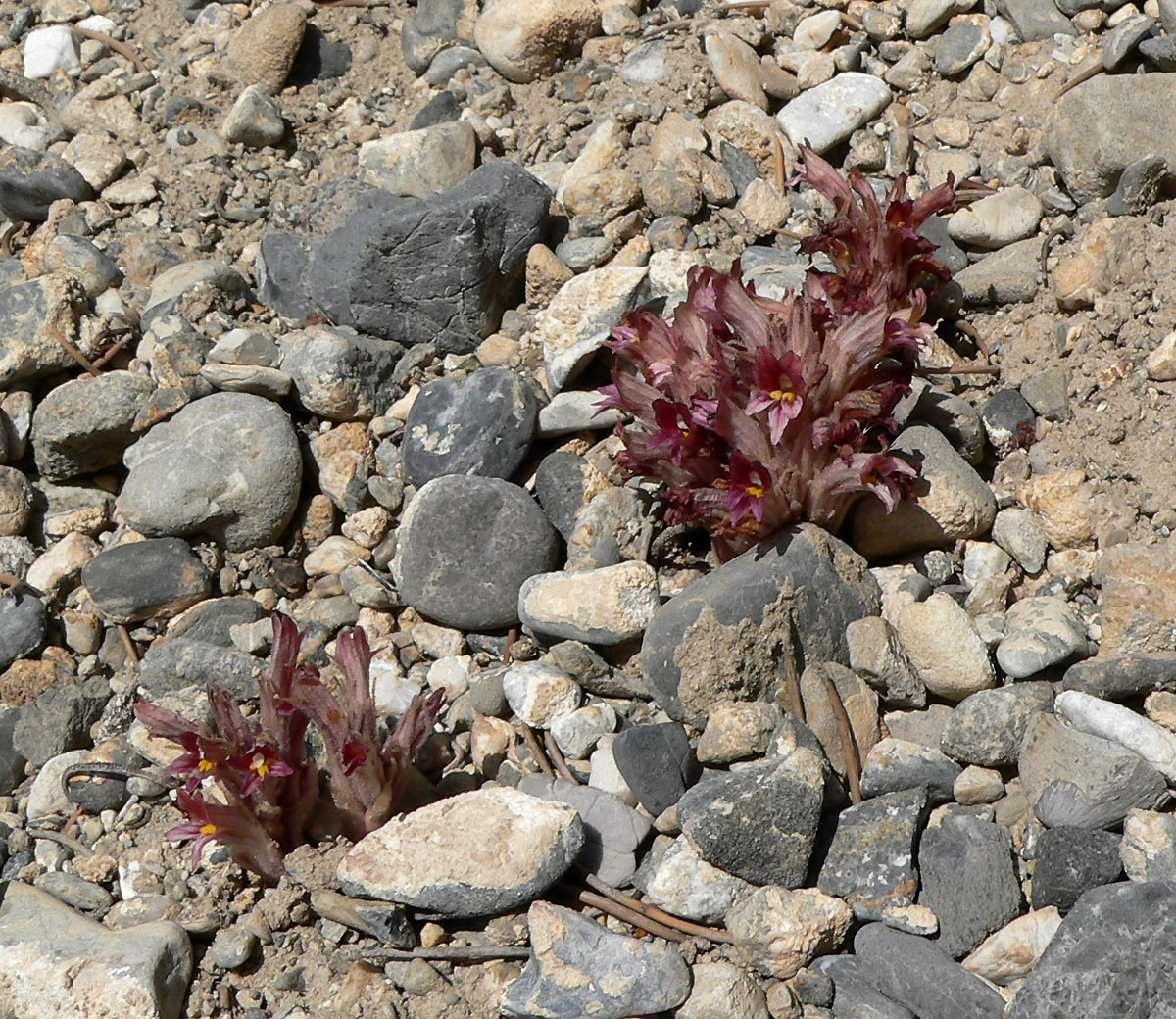
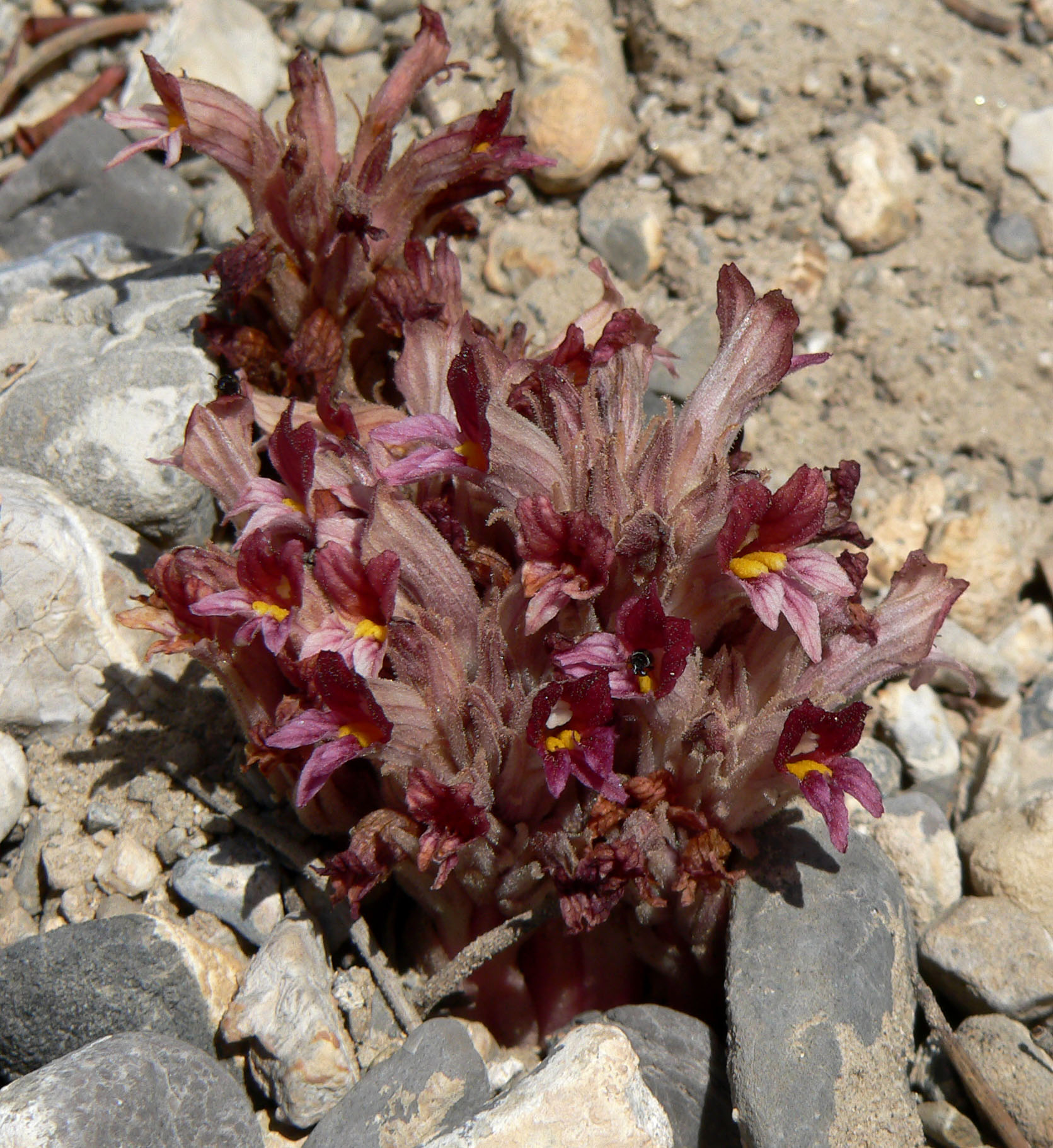
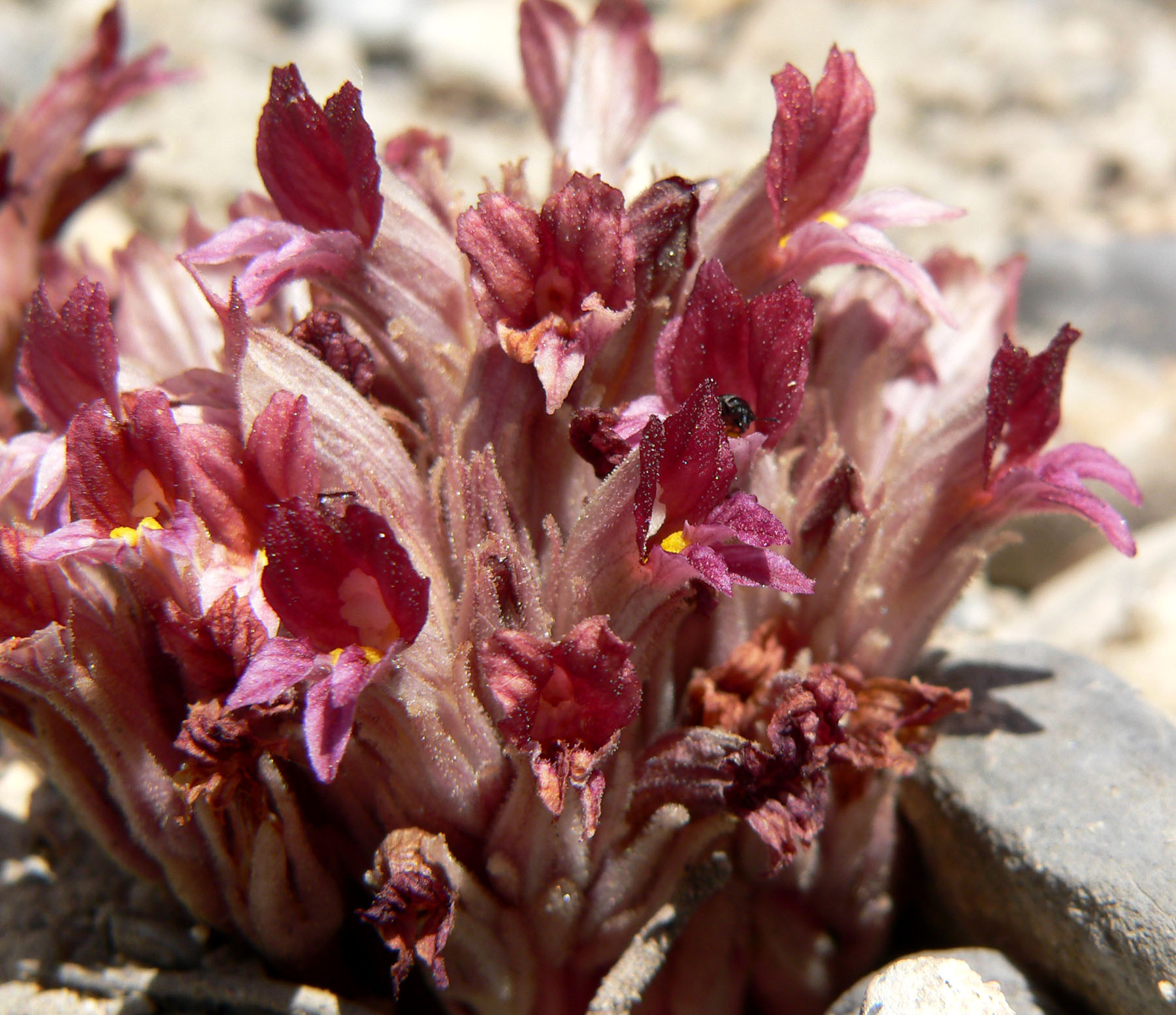
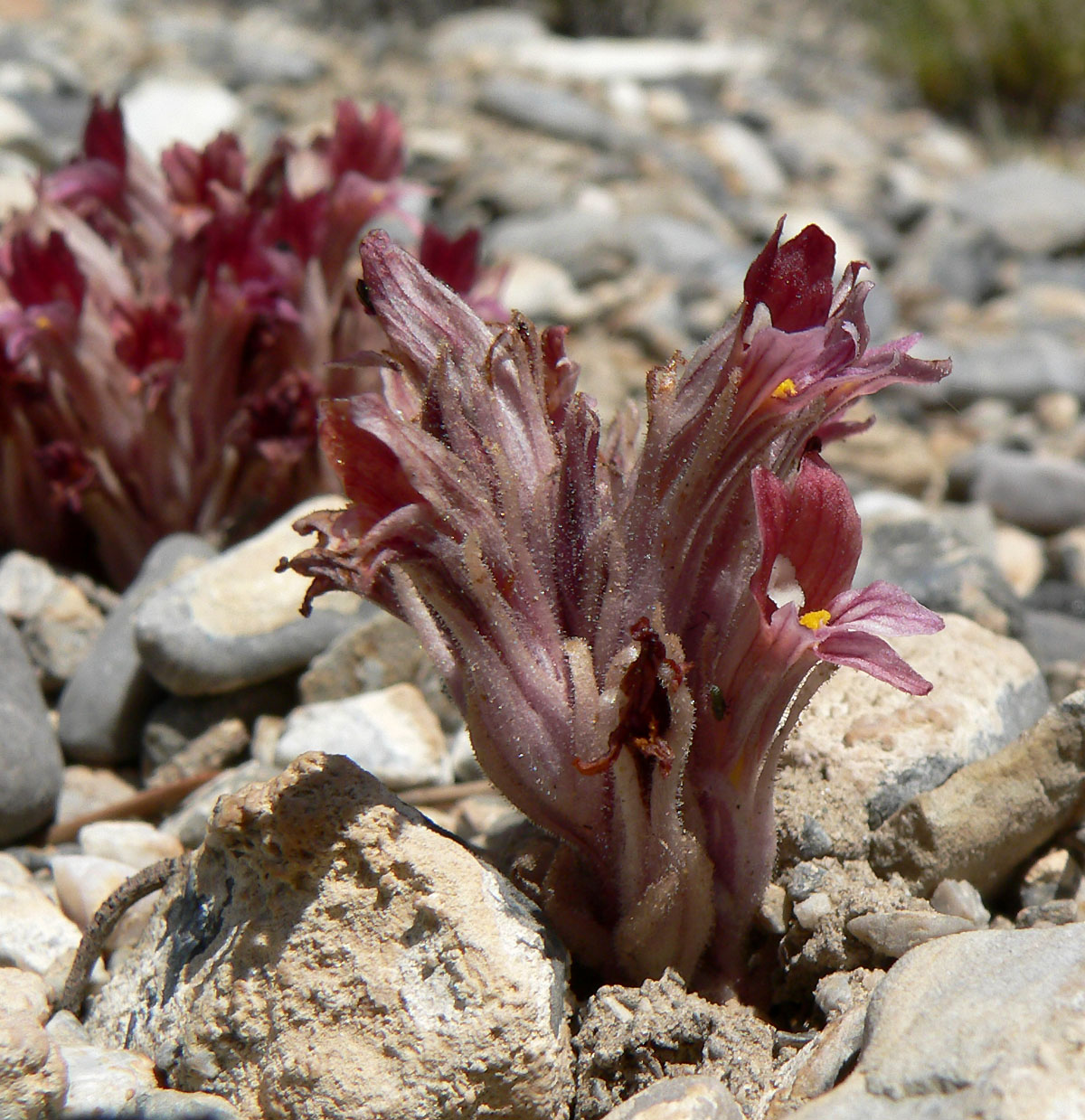